# 湯川 (南牧村)
湯川（ゆがわ、ゆかわ）は、長野県南佐久郡南牧村を流れる川で、信濃川水系の一級河川。

## 概要
南牧村の西端、茅野市との境にそびえる八ヶ岳連峰・根石岳の東側および硫黄岳の北側に端を発し、東に向かって流れ、JR小海線・海尻駅の南で千曲川（長野県内における信濃川の呼称）に合流する。長さは10キロメートル余りである。硫黄岳はその北・東・南が崖となっており、それぞれ湯川・鳴岩川・柳川の水源となっている。湯川源流の凹地には摂氏52度の温泉がわき出ており、これは本沢温泉として知られている。当地では、かつて硫黄の採掘が行われたという歴史もある。湯川の作り出した渓谷（湯川渓谷）では、冬になると巨大な氷の壁が現れる。
湯川の水質は上流にある本沢温泉の影響を受け、下流部においてpH 5.0と酸性を示し、塩素やケイ酸、リン酸を多く含んでいる。魚類や虫は生息できないといい、苗が枯れてしまうため田に引く水としては用いることができないとされた。その一方で、病気にかかった馬を川の水につけておくと三日で治るといわれた。

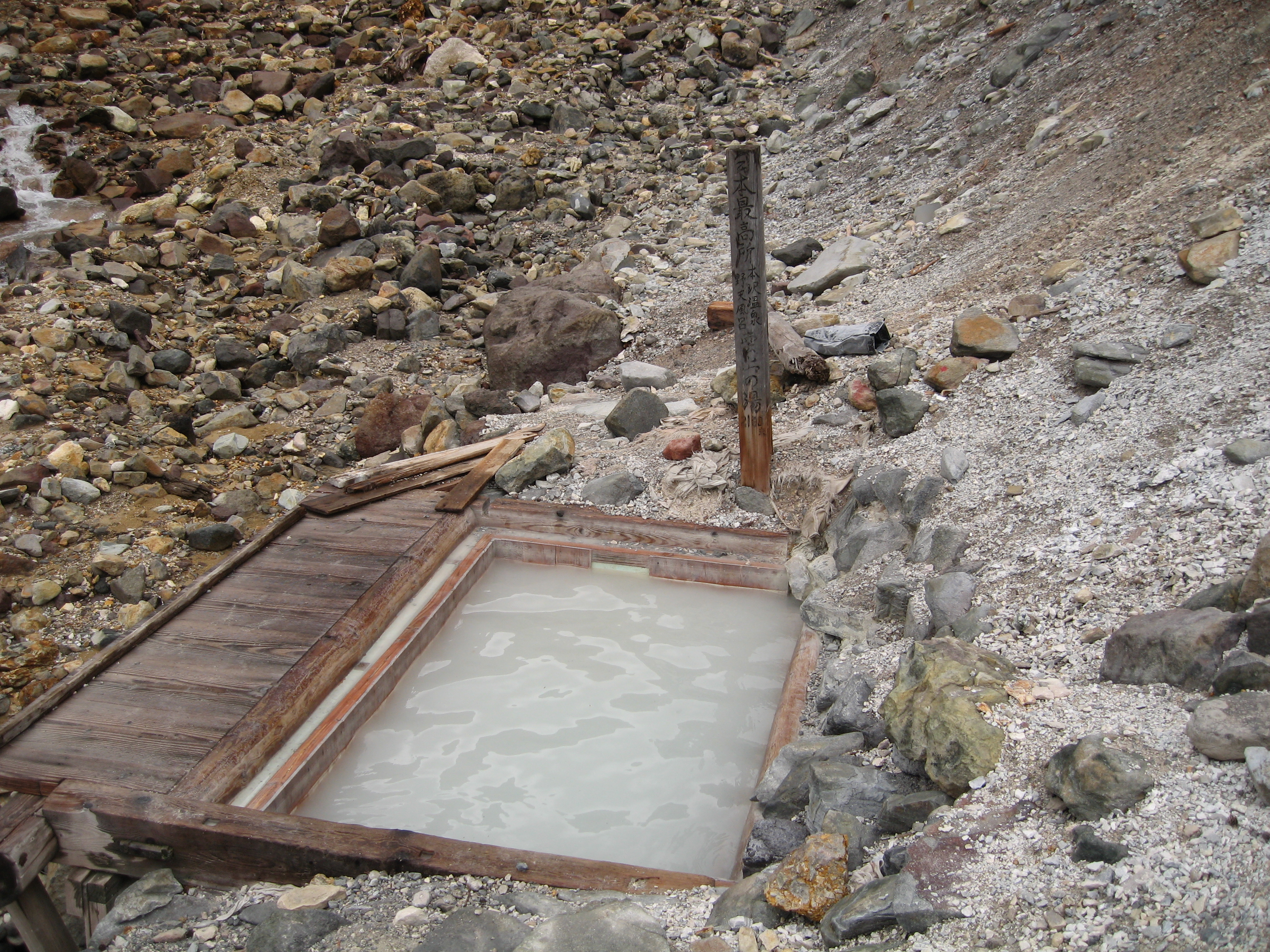
本沢温泉の露天風呂
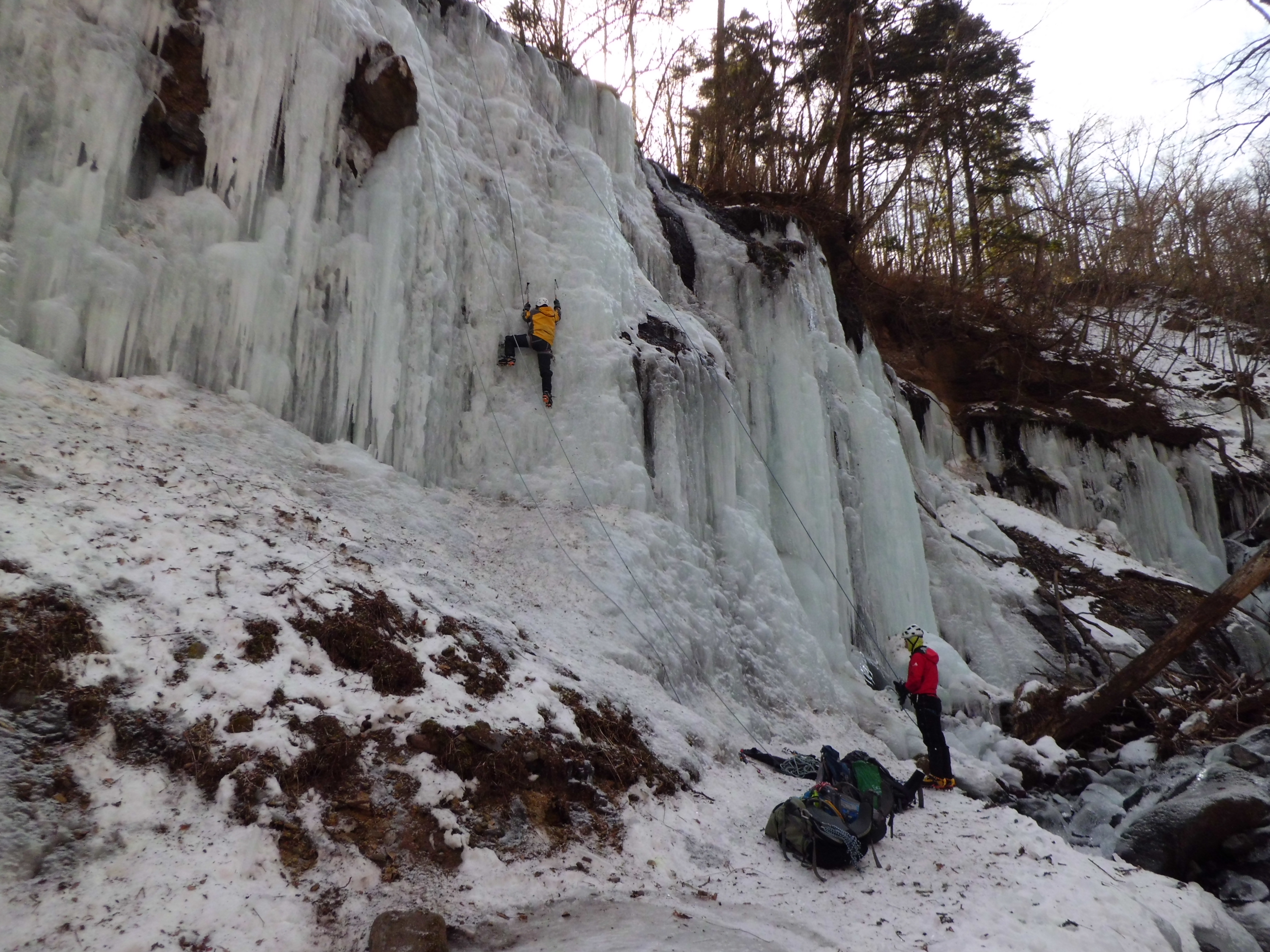
湯川渓谷の氷壁（2012年2月）
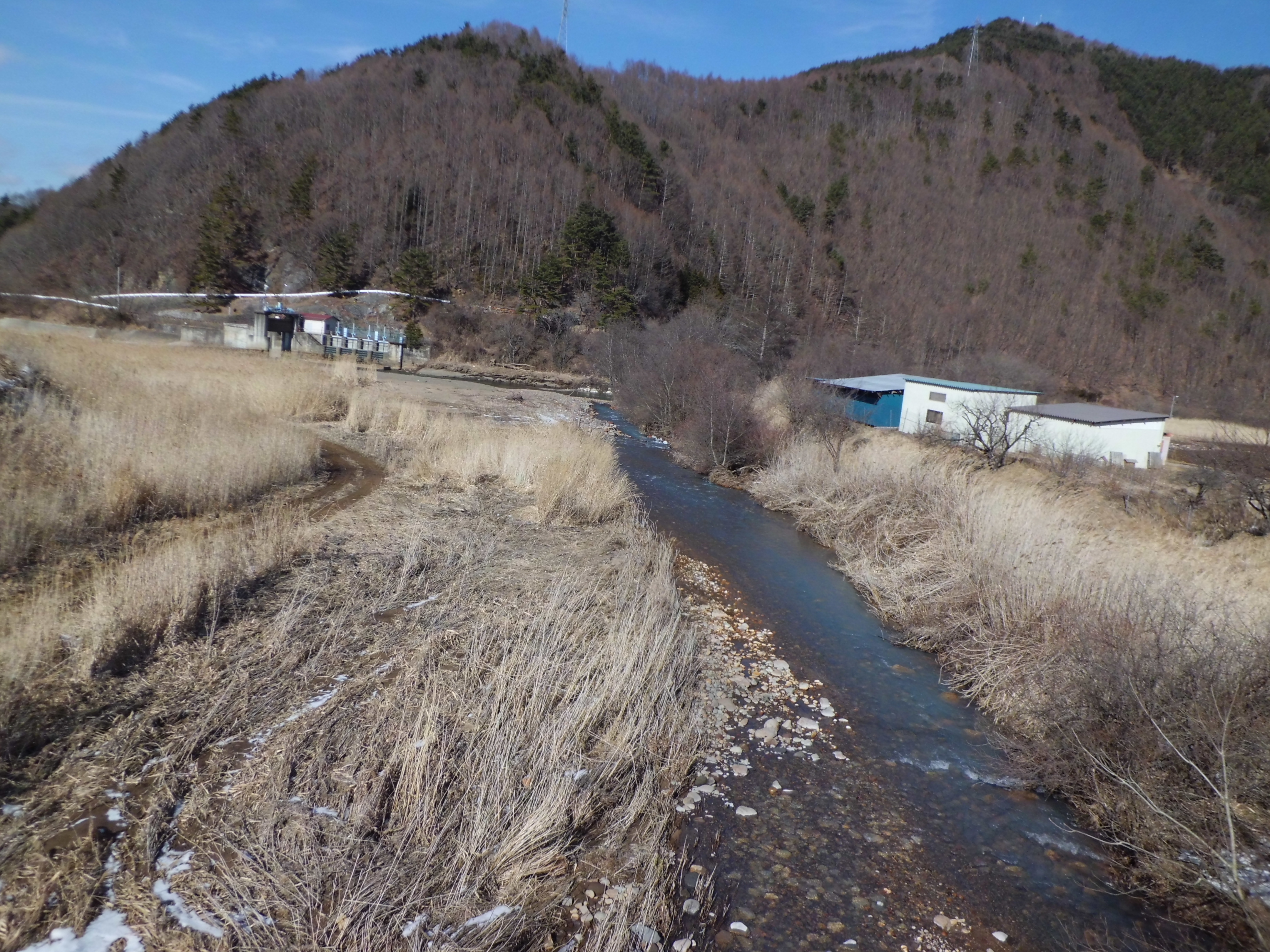
湯川橋より千曲川との合流地点を望む（2012年2月）